# Sucesión ecológica

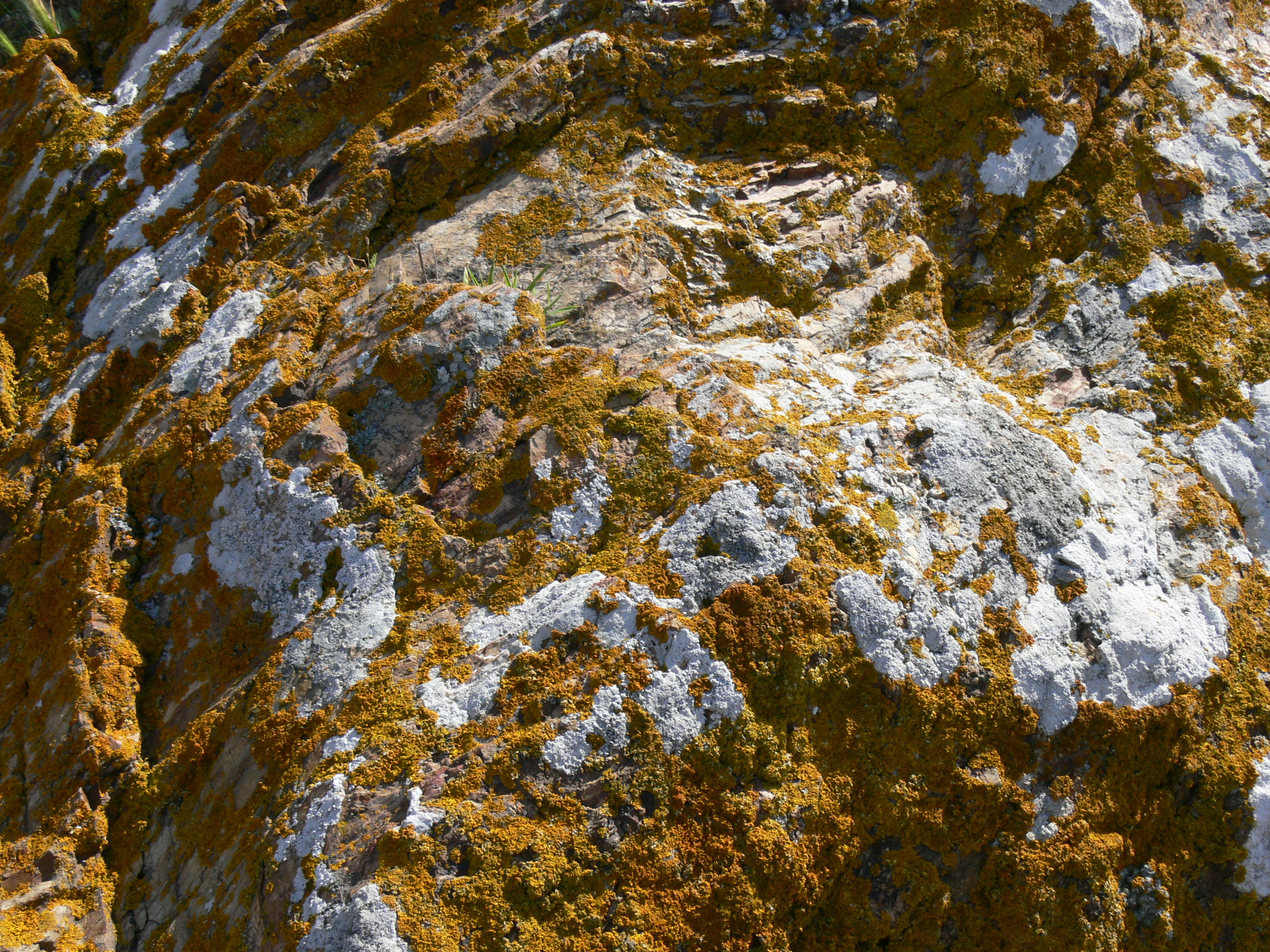
Sucesión primaria: la sucesión comienza cuando los líquenes colonizan la roca desnuda.

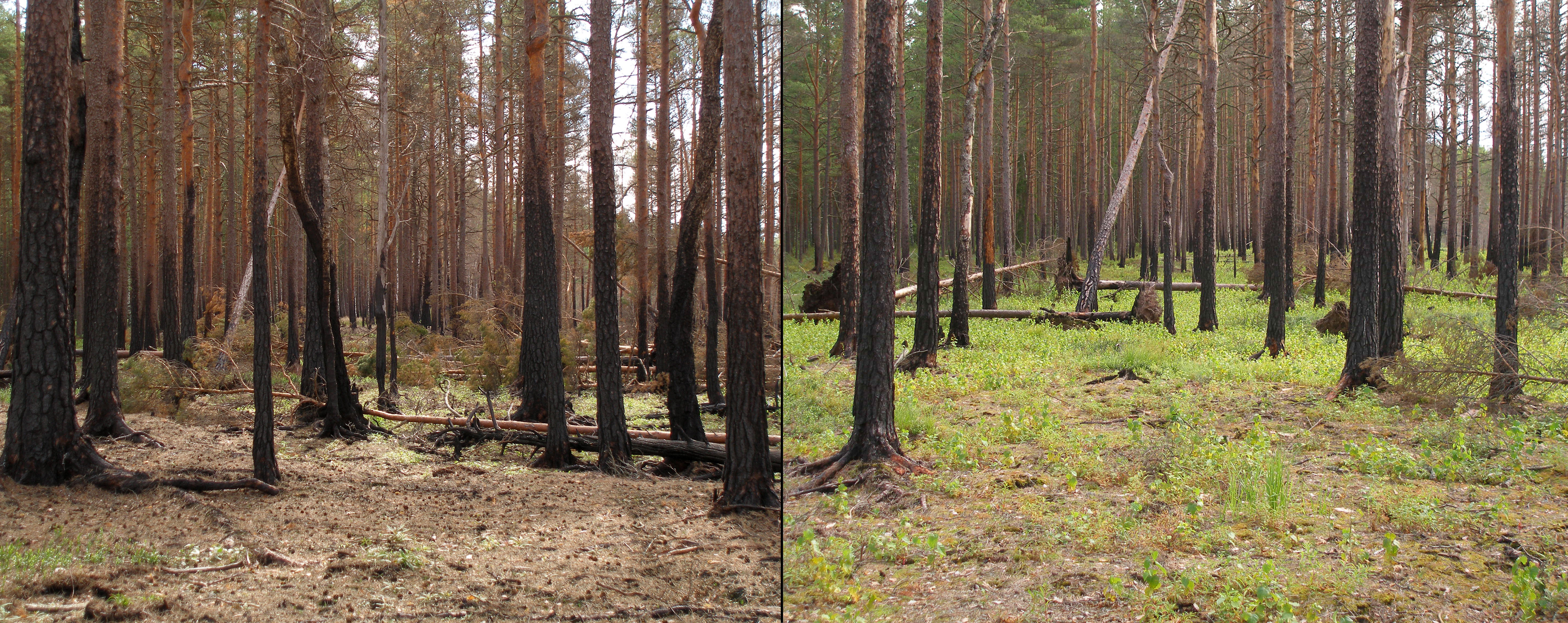
Sucesión tras una perturbación: un bosque boreal un año tras un incendio (a la izquierda) y dos años tras él (a la derecha).

Se llama sucesión ecológica o sucesión natural a la sustitución natural de los taxones que integran un ecosistema por otros, como producto de su propia dinámica interna. El término alude a la evolución del ecosistema, a su aspecto esencial en la sustitución de unas especies por otras a lo largo del tiempo.
Se llama sucesión primaria a la que arranca en un terreno desnudo, exento de vida, es decir, es aquella que se desarrolla en una zona carente de comunidad preexistente, (que se inicia en un biotopo virgen, que no ha sido ocupado previamente por otras comunidades, como ocurre en las dunas, nuevas islas, etc.)
Se llama sucesión secundaria a la que se produce después de una perturbación importante, es decir, que es aquella que se establece sobre una comunidad ya existente que ha sido eliminada por incendio, inundación, enfermedad, talas de bosques, cultivo, etc. En estos casos se reinicia la sucesión a partir de condiciones especiales, en las que suelen ocupar un lugar prominente especies muy adaptadas a este tipo de perturbaciones, como las plantas denominadas pirófitas por su capacidad de colonizar zonas incendiadas.

## Concepto
En 1742 el naturalista francés  Buffon notó que los álamos preceden a los robles y hayas en la evolución natural de un bosque pero Buffon fue obligado por el comité teológico de la Universidad de París a retractarse de muchas de sus ideas porque contradecían la narrativa bíblica de la creación. Por lo que en 1813 el geólogo Jean-André Deluc acuñó el término y retomó el concepto.
En 1859 Henry David Thoreau escribió en "La sucesión de árboles forestales" lo siguiente: "Los observadores saben desde hace mucho tiempo que las ardillas entierran nueces en el suelo, pero yo no sé que nadie haya explicado así la sucesión regular de bosques".
Pero la prueba más rigurosa y basada en datos es la de los modelos sucesionales y la teoría comunitaria, con el trabajo de los biólogos Robert Whittaker y John Thomas Curtis en las décadas de 1950 y 1960 en Estados Unidos.

## Etapas
Las etapas se pueden clasificar en:
- Etapas iniciales o de constitución:  es el paso inicial de la sucesión ecológica después de una perturbación extrema, que generalmente ocurre en un ambiente desprovisto de vegetación y otros organismos. Por lo general, estos entornos carecen de suelo, ya que perturbaciones como el flujo de lava o la retirada de los glaciares destruyen los nutrientes del entorno. Aquí surgen las especies pioneras u oportunistas.

- Etapas intermedias. es un proceso iniciado por un evento que reduce un ecosistema ya establecido a una población más pequeña de especies, y como tal, ocurre en suelos preexistentes.

- Etapas finales: Que concluyen cuando se alcanza la comunidad clímax. Caracterizada por especies especialistas, en cuanto al uso de recursos, y con baja tasa de reproducción (estrategia de la K).[8]

## Sucesión
La sucesión es un proceso  de organización de un sistema que es complejo, un biotopo. Las etapas se pueden categorizar en: 
- Preparación del soporte.
- Implantación de las especies pioneras.
- Formación del suelo.
- Asentamiento de especies vegetales sencillas.
- Asentamiento de las primeras especies herbáceas.
- Asentamiento de los primeros arbustos y árboles.

## Sucesión y evolución
La sucesión y la evolución tienen tempos distintos. La sustitución evolutiva de las especies requiere cientos de miles de años, mientras que la sucesión se completa en cientos de años. Pero ambos procesos tienden a favorecer la sucesión de especies generalistas por otras especializadas; en general, tienden a producir un aumento de complejidad. El proceso evolutivo se desarrolla dentro de la corriente de autoorganización de los sistemas ecológicos, que llamamos sucesión, y eso ayuda a explicar su tendencia a producir formas cada vez más complejas y especializadas.
Una comunidad serial es una etapa intermedia que se encuentra en un ecosistema que avanza hacia clímax. En muchos casos, más de una etapa serial evoluciona hasta que se alcanzan las condiciones climáticas.